# Sul de Pinhel
Sul de Pinhel (llamada oficialmente Agregação das Freguesias Sul de Pinhel) es una freguesia portuguesa del municipio de Pinhel, distrito de Guarda.

## Historia
Fue creada el 28 de enero de 2013 en aplicación de una resolución de la Asamblea de la República de Portugal promulgada el 16 de enero de 2013 con la unión de las freguesias de Gouveias y Pomares, pasando su sede a estar situada en la antigua freguesia de Gouveias.

## Demografía
| Gráfica de evolución demográfica de Sul de Pinhel entre 2011 y 2021 |
|                                                                     |
| Datos según el nomenclátor publicado por el INE portugués.          |